# Medeo

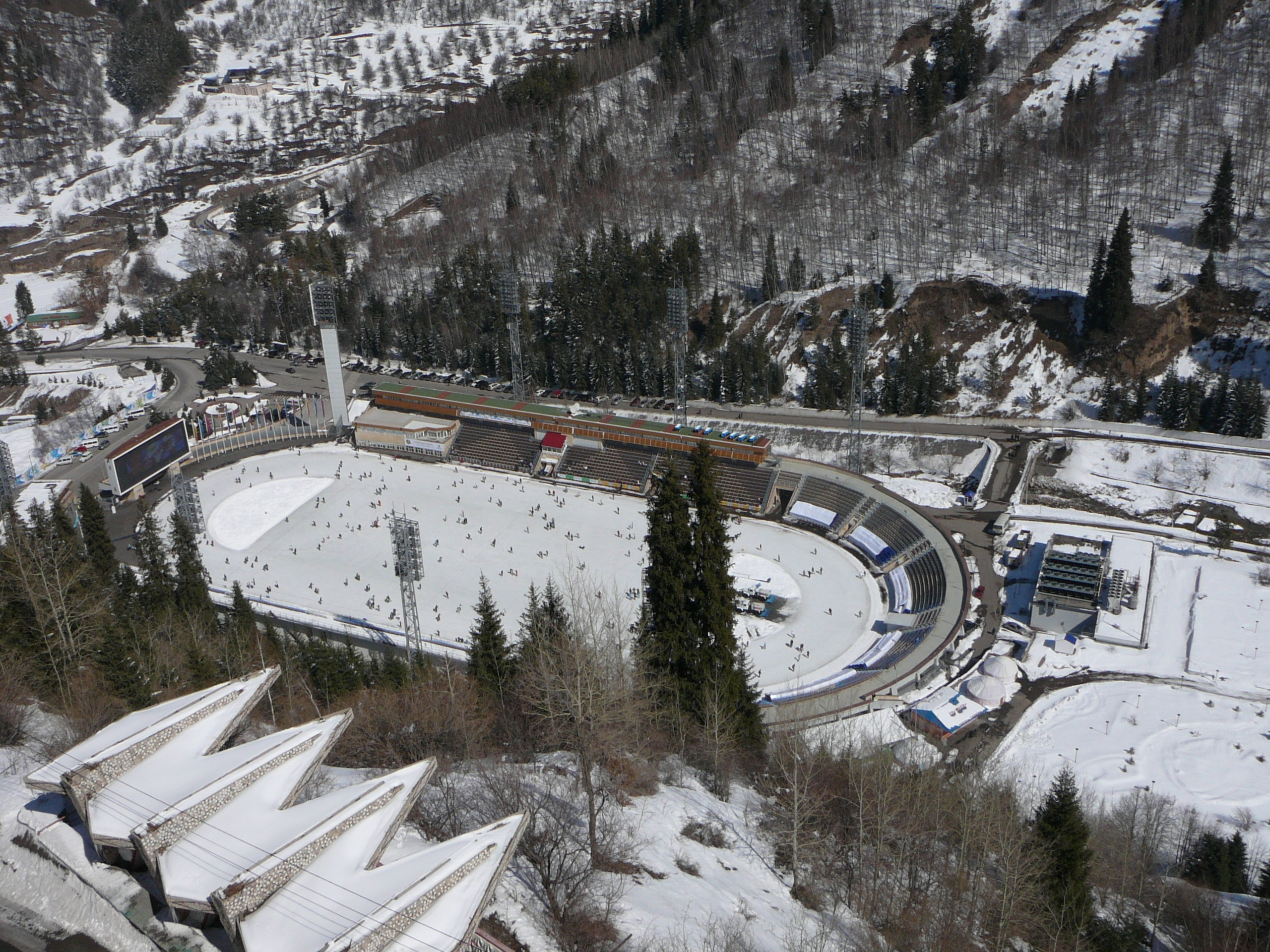
Eisstadion Medeo 2011

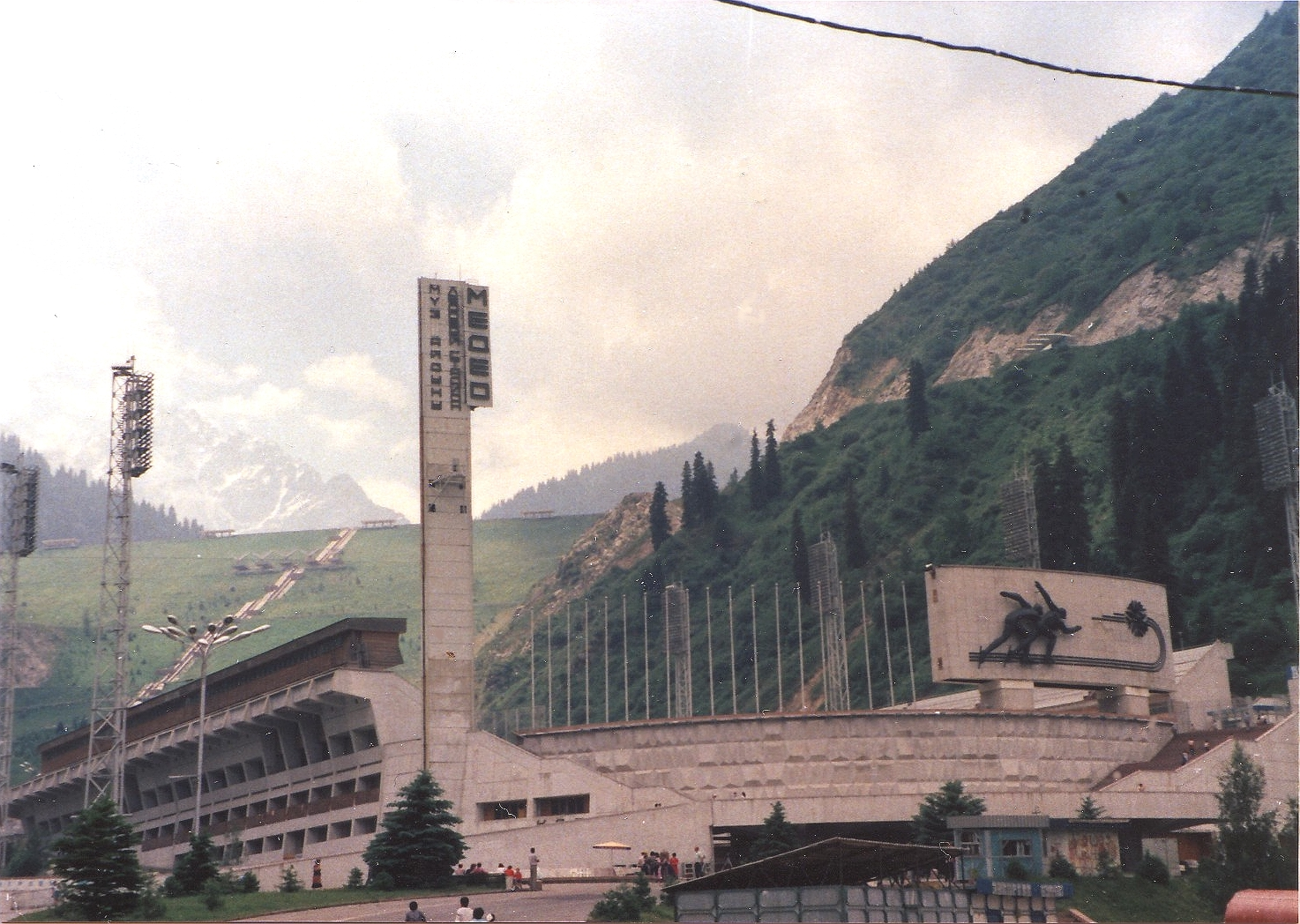
Das Medeo-Eisstadion, dahinter ist der 1972 fertiggestellte Medeo-Damm zu erkennen – eine Schutzeinrichtung für das Stadion und Almaty gegen Murengänge und Schuttströme.

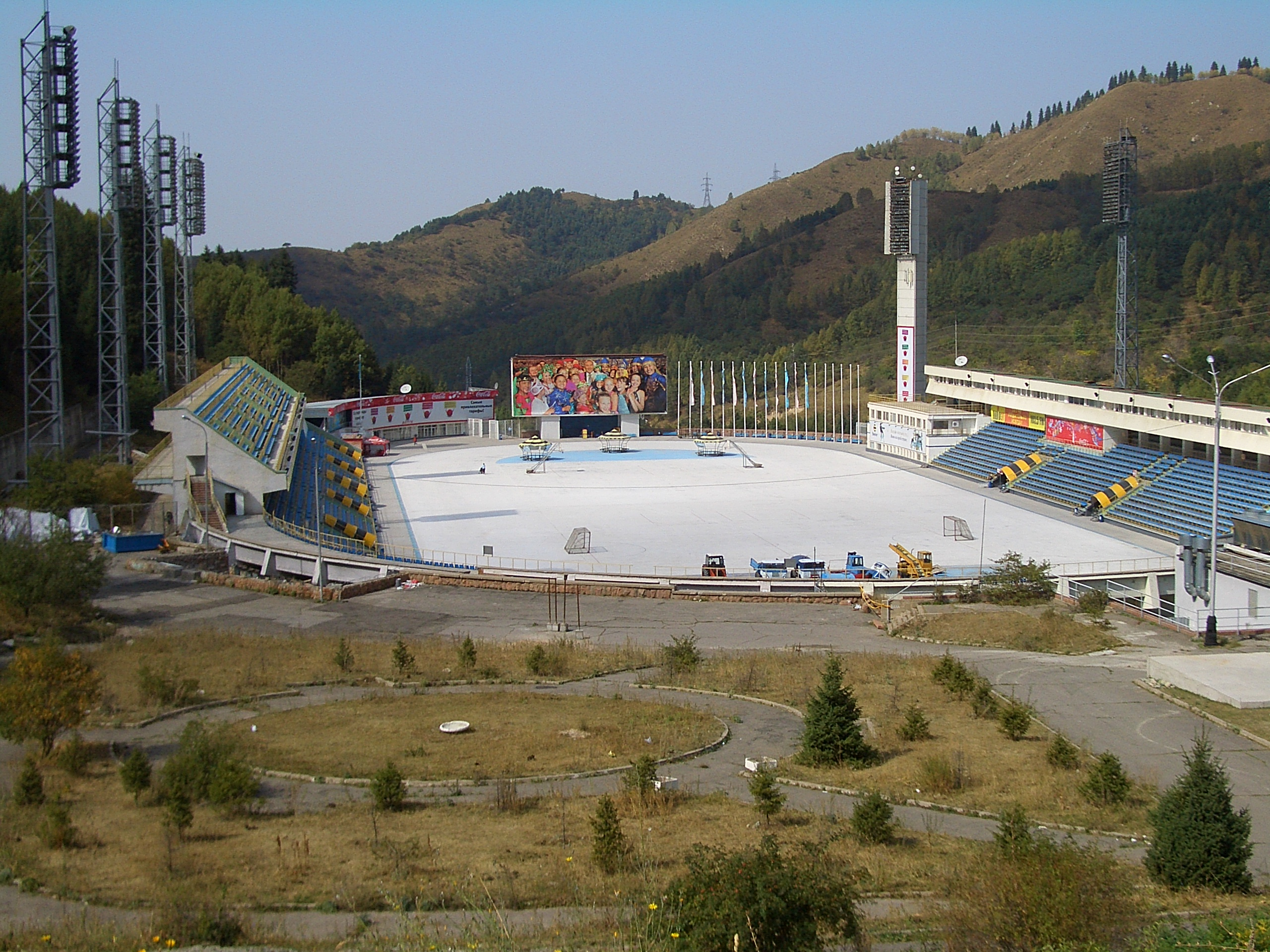
Blick auf das Medeo-Eisstadion

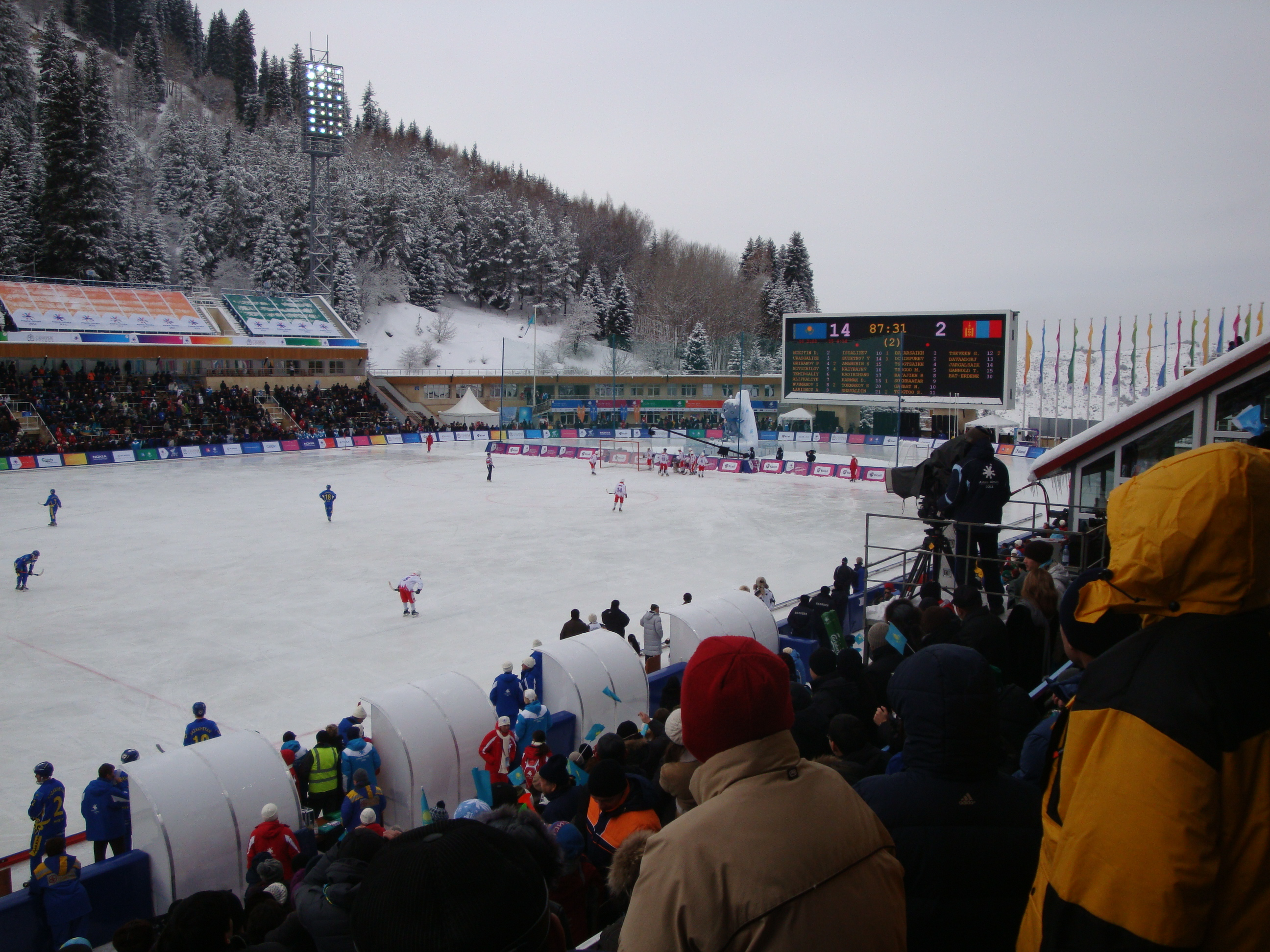
Winter-Asienspiele 2011, Kasachstan gegen die Mongolei

Die Eisschnelllauf- und Bandybahn in Medeo (oder Medeu, von kasachisch Медеу) befindet sich etwa 16 km entfernt südöstlich des Stadtzentrums von Almaty in Kasachstan. Die von mehr als 4500 Meter hohen Berggipfeln des Transili-Alatau umgebene Bahn gehört zu den bekanntesten Eisschnelllaufbahnen der Welt. Das am 5. Februar 1951 als Natureisbahn eröffnete Stadion liegt auf einer Höhe von 1701 Metern und fasst 12.000 Zuschauer. Zwischen 1951 und 1971 wurden hier 64 und nach dem Umbau in eine Kunsteisbahn bis 1987 weitere 126 Weltrekorde aufgestellt.
Die Eislaufbahn Medeo blieb lange bevorzugt den Spitzensportlern der Sowjetunion und des Ostblocks vorbehalten und aus anderen Nationen wurden nur „zweitklassigen“ Athleten Zutritt gewährt. Die aufgestellten Rekorde blieben daher oft außerhalb der Kenntnisnahme „westlicher“ Fachleute und wurden mit Zweifeln zur Kenntnis genommen bzw. nicht anerkannt.
1970 verschüttete ein Murgang das Stadion bei Alma-Ata (dem heutigen Almaty). 1972 wurde eine neue Bahn auf 1711 Metern Höhe eröffnet. Das dortige Kunsteis aus weichem, salzarmem Wasser hat eine besonders gleitbegünstigende Oberflächenstruktur. 1988 wurde hier die Eisschnelllauf-Mehrkampfweltmeisterschaft ausgetragen. Neben der Eislaufbahn existiert noch ein 112 × 40 m großes Spielfeld, wo früher das Bandyteam von Dinamo Alma-Ata seine Heimspiele austrug.
Mit der Vergabe der Winter-Asienspiele 2011 an Almaty wurden diverse Sanierungsarbeiten an der Bahn in Angriff genommen. Die Umbauten sollten für die anstehenden Eisschnelllaufwettbewerbe beste Bedingungen bieten und die Bahn wieder in den internationalen Fokus setzen. Doch die Hoffnungen wurden nicht erfüllt. Demgegenüber wurde in Astana (2019–2022 Nur-Sultan), seit 1997 die neue Hauptstadt von Kasachstan, eine neue Eissporthalle „Eispalast Alau“ für Eisschnelllauf, Eishockey und Shorttrack gebaut, in der die Wettbewerbe der Winter-Asienspiele 2011 ausgetragen wurden. In Medeo wurden stattdessen die Spiele im Bandy ausgetragen, und auch die Bandy-Weltmeisterschaft 2012 wurde in Medeo durchgeführt.
Anfang 2017 fanden die Eisschnelllaufwettbewerbe der Winter-Universiade 2017 in Medeo statt.